# Велика касарна у Васерштату
Велика касарна у Васерштату изграђена је у првој половини 18. века источно од некадашњег самостанског комплекса Св. Фрање и на регулацији данас улице проте Михалчића, у оквиру Доње Петроварадинске тврђаве.
Зграда касарне је издужена, правоугаона грађевина, са приземљем и спратом, која има јединствено решену унутрашњу организацију простора која је сачувана до данас у готово аутетичној форми. Симетрична је по подужној оси, састоји се од удвојених просторија и три степенишне вертикале у којима су смештена по два идентична трокрака степеништа. Све просторије су под дубоким полуобличастим сводовима са сводним рукавцима, док су подести степеништа под крстастим сводовима. Кров је масиван на четири воде и покривен је бибер црепом. 
Фасаде су равно малтерисане и лишене сваке декорације, у складу са војном наменом која је задржана до данас. Обрада ентеријера је подређена данашњој намени простора са ординацијама и болничким собама на спрату.